# Baker Point
Der Baker Point ist eine Landspitze an der Scott-Küste des ostantarktischen Viktorialands. Er liegt an der Südseite der Einfahrt zur Explorers Cove im New Harbour des McMurdo-Sunds.
Das Advisory Committee on Antarctic Names benannte das Kap 1997 nach dem US-amerikanischen Chemiker und Meeresbiologen Bill James Baker vom Florida Institute of Technology in Melbourne, Florida, der zwischen 1992 und 1993, 1993 und 1994 sowie 1996 und 1997 Unterwasserstudien in verschiedenen Gebieten des McMurdo-Sunds durchführte.